# Fuori dalla mischia
Fuori dalla mischia è il quinto album in studio del cantautore italiano Gigi D'Alessio, pubblicato nel 1997.

## Tracce
Testi di Vincenzo D'Agostino, Luigi D'Alessio, eccetto dove indicato, musiche di Gigi D'Alessio.
1. 30 canzoni – 5:20
2. Chiove – 4:30
3. Anna se sposa – 4:23
4. 'A primma 'nnammurata – 4:32
5. San Valentino – 4:25
6. Si putisse vedé Napule (Luigi D'Alessio, Vincenzo D'Agostino, Luigi Giuliano) (feat. Lorenzo Patrix Duenas e Lello Somma) (basso) – 5:27
7. Stelletè – 5:12
8. Padre per metà – 4:30
9. Di notte (Luigi D'Alessio, Vincenzo D'Agostino, Luigi Giuliano) – 5:15
10. Napule è mammà (feat. Lello Somma) (basso elettrico) – 4:49